# وادي الزعفران
وادي الزعفران أحد وديان العراق، يقع في في الجزء الشمالي الشرقي من محافظة ميسان عند منطقة خزينة (أراضي خزينة) والتي تفصل بين حدود محافظة واسط ومحافظة ميسان جنوب العراق. يقع حوض الوادي على الحدود العراقية الإيرانية، ويتكون حوض وادي الزعفران من حوضين فضلًا عن مجموعة من الأحواض الكبيرة والبالغ عددها 10 أحواض، تتوزع بها المراتب النهرية والبالغ عددها 2 مراتب نهرية، يقع الحوض على تكوينات جيولوجية تعود إلى العصور القديمة.